# ژسو
شهر ژسو (به فرانسوی: Gesves) در شهرستان نمور  در استان نمور  در منطقه فدرال والوون در کشور بلژیک واقع شده‌است.